# París-Tours 1906
La París-Tours 1906 fue la tercera edición de la clásica París-Tours. Se disputó el 30 de septiembre de 1906 y el vencedor final fue el francés Lucien Petit-Breton, que se impuso al sprint a su compañero de fugaː Louis Trousselier.  

## Clasificación general[3]
|    | Ciclista               | Equipo   | Tiempo     |
| -- | ---------------------- | -------- | ---------- |
| 1  | Lucien Petit-Breton    |          | 7h 55' 00" |
| 2  | Louis Trousselier      |          | m.t.       |
| 3  | Henri Cornet           |          | + 10' 30"  |
| 4  | Eugène Christophe      |          | + 10' 50"  |
| 5  | Ernest Ricaux          |          | + 31' 30"  |
| 6  | Paul Chauvet           | Panneton | m.t.       |
| 7  | Pierre Gonzague Privat |          | m.t.       |
| 8  | Gabriel Petit          |          | m.t        |
| 9  | Édouard Wattelier      |          | + 34' 30"  |
| 10 | Eugène Delaye          |          | + 33' 20"  |